# Dendrochirus
Dendrochirus Swainson, 1839 è un genere di pesci d'acqua salata appartenenti alla famiglia Scorpaenidae, sottofamiglia Pteroinae.

## Distribuzione e habitat
Le specie del genere sono diffuse nell'Indo-Pacifico, dalle Hawaii al Giappone, fino all'Australia e al Mar Rosso. Abitano coste rocciose e coralline.

## Descrizione
Le 5 specie del genere Dendrochirus hanno un aspetto a metà tra i Pesci scorpione del genere Pterois e i più comuni scorfani. La testa è appuntita, con occhi sporgenti, il dorso e il ventre sono leggermente arcuati. La prima parte della pinna dorsale è composta da 12 aculei cavi collegati a delle ghiandole velenifere, mentre la seconda parte è composta da raggi molli. La caratteristica più evidente di questo genere sono le pinne pettorali, rette da raggi duri, che disegnano due ampi semicerchi, lunghi fino a 2/3 dell'intero corpo. La livrea, anche se differente da specie a specie, è tendenzialmente bruno-rossastra e bianca. 
Le dimensioni sono contenute, variando da 13 a 25 cm, secondo la specie.

## Alimentazione
Hanno dieta carnivora, si nutrono di crostacei, piccoli pesci e invertebrati.

## La tossina
Gli avvelenamenti da tossina di Dendrochirus vengono classificati in tre gradi. Avvelenamenti di grado I producono eritema, ecchimosi o anche cianosi della parte colpita. Al grado II compaiono vesciche attorno alla puntura. Avvelenamenti di grado III producono necrosi locale e variazione della sensibilità, che possono durare anche per più giorni. 

Più rari sono gli effetti a livello sistemico, che includono ma non sono limitati a questi: dolore alla testa, nausea, vomito, dolori e crampi addominali, paralisi agli arti, iper- o ipotensione, difficoltà respiratoria, ischemia del miocardio, edema polmonare, sincope. Sono stati documentati rari casi di decesso. 

Il primo e più importante trattamento dopo una puntura è l'immersione della parte colpita in acqua calda (circa 45 °C), perché riduce il dolore e inattiva la tossina.

## Specie
Il genere comprende 5 specie:
- Dendrochirus barberi (Steindachner, 1900)
- Dendrochirus bellus (Jordan & Hubbs, 1925)
- Dendrochirus biocellatus (Fowler, 1938)
- Dendrochirus brachypterus (Cuvier in Cuvier & Valenciennes, 1829)
- Dendrochirus zebra (Cuvier in Cuvier & Valenciennes, 1829)

## Acquariofilia
Nonostante la pericolosità e la puntura dolorosa, alcune specie sono ambite dagli acquariofili specializzati in acquari marini, tuttavia è più facile trovarli negli acquari pubblici.